# عبدالرحمان خان
امیر عبدالرحمٰن خان (زادهٔ ۱۲۵۵ق/۱۸۴۰م) تنها پسر محمد افضل‌خان و نوهٔ دوست‌محمدخان، بنیان‌گذار سلسلهٔ  بارکزی بود. او پس از آشفتگی‌های ناشی از جنگ دوم انگلیس-افغان، دوباره اقتدار دولت افغانستان را برقرار کرد. او به دلیل حکومت استبداد نظامی‌اش به «امیر آهنین» معروف شد. این استبداد بر پایهٔ ارتشی مجهز استوار بود و توسط کارگزارانی تابع اراده‌ای انعطاف‌ناپذیر و تحت نظارت شبکه‌ای گسترده از جاسوسی اعمال می‌شد.
لقب «امیر آهنین» همچنین به پیروزی‌هایش بر ده‌ها شورش قبیله‌ای نسبت داده شده که بسیاری از آن‌ها توسط بستگان خودش هدایت می‌شدند. یک منبع می‌گوید در زمان حکومت او بیش از ۴۰ شورش علیه وی رخ داد. یک مقام بریتانیایی، حکومت او را «دوران وحشت» نامید و گزارش شده که طی ۲۱ سال حکومت، تا ۱۰۰٬۰۰۰ نفر به دستور او اعدام قضایی شدند. هزاران تن دیگر از گرسنگی مردند، به بیماری‌های مرگبار مبتلا شدند، توسط ارتش او قتل‌عام شدند یا در جریان کوچ‌های اجباری قبایل کشته شدند. با این‌حال، پژوهشگرانی مانند جاناتان لی، او را از زبردست‌ترین فرماندهان نظامی افغانستان دانسته‌اند.
عبدالرحمان در سال ۱۹۰۱ در باغ بالای کابل فوت کرد و جسدش نیز در آنجا دفن گردید.

## خلاصه پیشینه
او در زمان زمامداری پدرش به‌عنوان فرماندار قطغن و بدخشان ایفای وظیفه می‌کرد. او با عمویش، شیرعلی خان جنگید و پس از شکست به بخارا فرار نمود.
عبدالرحمان خان در ۱۲۸۲ق/۱۸۶۶م به افغانستان بازگشت و شیرعلی خان را شکست داده، پدرش محمدافضل خان را بر تخت سلطنت نشاند. پس از سه سال شیرعلی خان بار دوم قدرت را به‌دست گرفت و عبدالرحمان پا به فرار گذاشت. پس از مرگ شیرعلی در سال ۱۲۵۸ش/۱۸۸۰م، عبدالرحمان با پذیرش شرایط و درخواست‌های بریتانیا، اداره کابل را در دست گرفت. او ابتدا قندهار و هرات را از محمدیعقوب خان، فرزند و جانشین شیرعلی گرفت و سال بعد ناحیه ترکستان، شامل ولایت‌های بلخ، فاریاب، جوزجان و تخار را تصرف کرد. سپس عبدالرحمان متوجه هزاره‌ها شد و از آنان درخواست پذیرش حاکمیتش و دادن مالیات‌های سنگین کرد. هزاره ها که از این مالیات‌های سرسام آور به تنگ آمده بودند، دست به نافرمانی زدند. خودداری هزاره‌ها از پرداخت مالیات موجب بازداشت، تبعید و اعدام تعدادی از افراد بانفوذ هزاره شد که باعث شد هزاره ها علیه عبدالرحمان اعلام جنگ کنند. عبدالرحمان در سال‌های ۱۳۰۸ تا ۱۳۱۰ق با کمک برخی از پیشوایان دینی علیه هزاره ها، اعلام تکفیر و جهاد داد که موجب شد جمعیت انبوهی از پشتون‌ها به امید جمع‌آوری غنیمت و به‌جای آوردن فریضه دینی‌شان به هزاره‌جات سرازیر و حمله‌ور شوند. این اتفاقات قدرت هزاره‌ها را در هم شکست و ساختار اجتماعی و اقتصادی آنان را ویران ساخت. او سپس در قرارداد با بریتانیا، خط دیورند را به‌عنوان مرز بین افغانستان و هند بریتانیا در سال ۱۲۷۱ش/۱۳۱۰ق/۱۸۹۳م به رسمیت شناخت. پس از چندی بر ضد کافرستان (نورستان امروزی که در آنزمان مسلمان نبودند) لشکرکشی نمود و آنها را جبراً به پذیرفتن دین اسلام وادشت.

## نسل‌کشی
قتل‌عام و نسل‌کشی هزاره‌ها یا اقدام به نابودی کامل یک طایفه بزرگ از ساکنان  افغانستان که منجر به نابودی بیش از شصت درصد این مردم شد. پیش از قتل‌عام، ۶۰۰٬۰۰۰ خانوار مردم هزاره در افغانستان زندگی می‌کردند. عبدالرحمن بیش از ۴۰۲٬۰۰۰ (۶۷٪) خانواده مردمان هزاره را بین سال‌های ۱۸۹۳ تا ۱۹۰۰ قتل‌عام و از سرهای شان کله‌منار درست کرد که بزرگ‌ترین نسل‌کشی قرن نوزدهم به‌شمار می‌رود.

## زندگی نخستین
عبدالرحمان‌خان از قوم پشتون بود و در کابل در سال ۱۸۴۴ زاده شد. بیشتر سال‌های جوانی خود را همراه پدرش، محمد افضل‌خان، در بلخ گذراند. وی فنون جنگ‌های متعارف را از یک سرباز بریتانیایی به‌نام ویلیام کمپبل آموخت.

## پیش‌زمینه و فعالیت‌های اولیه
پیش از درگذشت دوست‌محمدخان در هرات در ۹ ژوئن ۱۸۶۳، وی پسر سومش، شیرعلی‌خان را به‌عنوان جانشین برگزید و از دو پسر بزرگ‌ترش، افضل‌خان و اعظم‌خان گذشت. در آغاز، امیر جدید به‌طور آرامی پذیرفته شد، اما چند ماه بعد، افضل‌خان در شمال کشور، جایی‌که پس از مرگ پدر در آن حکومت می‌کرد، شورشی برپا کرد. این آغاز نزاعی شدید و درونی میان پسران دوست‌محمد برای دستیابی به قدرت بود که نزدیک به پنج سال به‌طول انجامید. سلسلهٔ مصاحبان از نوادگان برادر بزرگ‌تر دوست‌محمدخان، سلطان محمدخان هستند.
عبدالرحمان، که توسط شرق‌شناس آمریکایی یوجین شویلر به‌عنوان «مردی بلند و خوش‌هیکل با سری بزرگ و چهره‌ای مشخصاً افغانی و حتی نزدیک به یهودی» توصیف شده‌است، به‌خاطر توانایی و جسارت پرانرژی‌اش برجسته بود. با آنکه پدرش افضل‌خان با امیر شیرعلی سازش کرده بود، اما رفتار عبدالرحمان در ولایت شمالی، موجب بی‌اعتمادی امیر شد و چون به کابل فراخوانده شد، به‌سوی رود آمو گریخت و به بخارا پناه برد. شیرعلی، افضل‌خان را به زندان افکند و شورشی در جنوب افغانستان برخاست.
امیر به‌تازگی این شورش را با پیروزی در نبردی سرنوشت‌ساز سرکوب کرده بود که عبدالرحمان بار دیگر در شمال پدیدار شد و این به شورش نظامیان آن منطقه انجامید. در مارس ۱۸۶۶، عبدالرحمان همراه با عمویش اعظم‌خان، کابل را اشغال کردند. شیرعلی از قندهار به‌سوی آن‌ها لشکر کشید، اما در نبرد شیخ‌آباد در ۱۰ مه، بخش بزرگی از نیروهایش او را ترک کردند و پس از شکست سنگین، عبدالرحمان، پدرش را از زندان غزنی آزاد کرد و او را به‌عنوان امیر افغانستان بر تخت نشاند. هرچند افضل‌خان شایستگی لازم را نداشت و میان عبدالرحمان و عمویش اختلافاتی بود، اما بار دیگر نیروهای شیرعلی را شکست دادند و قندهار را در سال ۱۸۶۷ اشغال کردند. پس از مرگ افضل‌خان در پایان همان سال، اعظم‌خان به قدرت رسید و عبدالرحمان به‌عنوان والی ولایات شمال منصوب شد. اما در اواخر ۱۸۶۸، بازگشت شیرعلی و قیام عمومی به سود او، به شکست عبدالرحمان و اعظم‌خان در نبرد «تینه‌خان» در ۳ ژانویه ۱۸۶۹ انجامید. هر دو به ترکستان گریختند و عبدالرحمان در سمرقند تحت حمایت روس‌ها قرار گرفت. اعظم‌خان در اکتبر ۱۸۶۹ در کابل درگذشت.

## تبعید و بازگشت به قدرت
پس از مرگ شیرعلی‌خان، عبدالرحمان‌خان که در ترکستان در تبعید به‌سر می‌برد، از روس‌ها درخواست کرد که به‌عنوان مدعی تاج‌وتخت وارد افغانستان شود، اما این درخواست رد شد. با این حال، پس از کناره‌گیری محمد یعقوب‌خان و اشغال کابل از سوی بریتانیا، روس‌ها به عبدالرحمان اجازه دادند تا دوباره وارد افغانستان شود. او از راه بدخشان، که با حکمران آن روابط خانوادگی داشت، وارد خاک افغانستان شد. در مسیر، به زیارت خواجه احرار رفت و مدعی شد رؤیایی دیده‌است که پیروزی‌اش را تضمین می‌کرد و بیرق او را برداشت. حاکم بدخشان اجازه عبور از رود آمو را نداد، اما عبدالرحمان پایین‌تر از آن عبور کرد و از گردنه‌ای برفی گذشت تا به رستاق رسید؛ جایی که پادگان آن به او پیوست. پس از سقوط رستاق، عبدالرحمان با میر بدخشان روبه‌رو شد و او را وادار به فرار به چترال کرد و بدخشان را ضمیمهٔ قلمروش ساخت.
عبدالرحمان از سلطان مراد، حاکم قندوز، درخواست عبور نظامی کرد تا بتواند به‌سوی کابل پیش‌روی کند، اما این درخواست رد شد. با این حال، غلام حیدر خان، والی بلخ از سوی یعقوب‌خان، به قندوز حمله کرد و آن را اشغال نمود. سلطان مراد به فیض‌آباد گریخت، اما سپس با عبدالرحمان هم‌پیمان شد و مردم را به شورش علیه غلام حیدر ترغیب کرد. فرمانده تخته‌پل نیز به سود عبدالرحمان اعلام وفاداری کرد. غلام حیدر به‌سوی آن‌سوی رود آمو گریخت و بدین‌ترتیب، سراسر ترکستان افغان تحت فرمان عبدالرحمان درآمد.
در همین زمان، بریتانیایی‌ها که به‌دنبال گزینه‌ای مناسب برای امارت افغانستان بودند، با عبدالرحمان وارد مذاکره شدند. اما او در آغاز از پذیرش چنین پیشنهادی اکراه داشت، چرا که خود را دشمن بریتانیا می‌دانست و پیروانش نیز خواهان جهاد علیه آن‌ها بودند. با ادامهٔ مذاکرات، بریتانیا سناریوهای مختلف سیاسی را بررسی می‌کرد، از جمله تجزیهٔ افغانستان به پادشاهی‌های جداگانه. به‌ویژه با استعفای رابرت بولور-لیتن و جانشینی مارکی دوفرین، بریتانیا در پی پایان سریع جنگ بود و خواستار خروج کامل نیروهایش از افغانستان شد. بر همین اساس، تمایلی به باقی‌ماندن نمایندهٔ بریتانیا در کابل نیز نداشت. با این حال، دو طرف همچنان اختلاف نظر داشتند؛ بریتانیا می‌خواست قندهار را تحت کنترل نگه دارد و سردار شیرعلی را حاکم آن سازد، در حالی که عبدالرحمان آن را بخشی جدانشدنی از افغانستان می‌دانست.
باور داشت که بریتانیا ممکن است عقب‌نشینی کند، عبدالرحمان در ژوئیهٔ ۱۸۸۰ به چاریکار رسید، جایی که علمای دینی از نواحی پنجشیر، کوهستان (کاپیسا) و تگاب (کاپیسا) از او استقبال کردند. در ۱۹ ژوئیه، بریتانیا رسماً اعلام کرد که آماده است او را به‌عنوان امیر افغانستان به‌رسمیت بشناسد و او را به کابل دعوت کرد. عبدالرحمان جرگهای تشکیل داد و سران قبایل بسیاری به او اعلان وفاداری کردند و او به‌عنوان امیر کابل شناخته شد.
گریفین، یکی از ناظران بریتانیایی، عبدالرحمان را مردی با قد متوسط، چهره‌ای بسیار هوشمندانه، رفتار صادق و مؤدب، و در گفت‌وگو، زیرک و توانمند توصیف کرده‌است.

## حکومت
یکی از مسائل محوری سیاسی در دوران حکومت عبدالرحمان‌خان، دشواری در ایجاد رابطه‌ای میان ملی‌گرایی، اسلام و مشروعیت سیاسی ساختارهای سنتی قبیله‌ای افغانستان بود. در مراسم رسمی موسوم به دربار در ۲۲ ژوئیهٔ ۱۸۸۰، عبدالرحمان رسماً به‌عنوان امیر شناخته شد. به او کمک‌های مالی و تسلیحاتی وعده داده شد و تصریح گردید که در صورت حملهٔ خارجی بدون تحریک از سوی افغانستان، کمک‌های بیشتر نیز در اختیارش قرار خواهد گرفت، مشروط بر آنکه سیاست خارجی‌اش را با بریتانیا هماهنگ کند. تخلیهٔ نیروهای بریتانیایی از افغانستان مطابق همین شرایط انجام شد و در سال ۱۸۸۱، ارتش بریتانیا قندهار را نیز به امیر جدید تحویل داد.

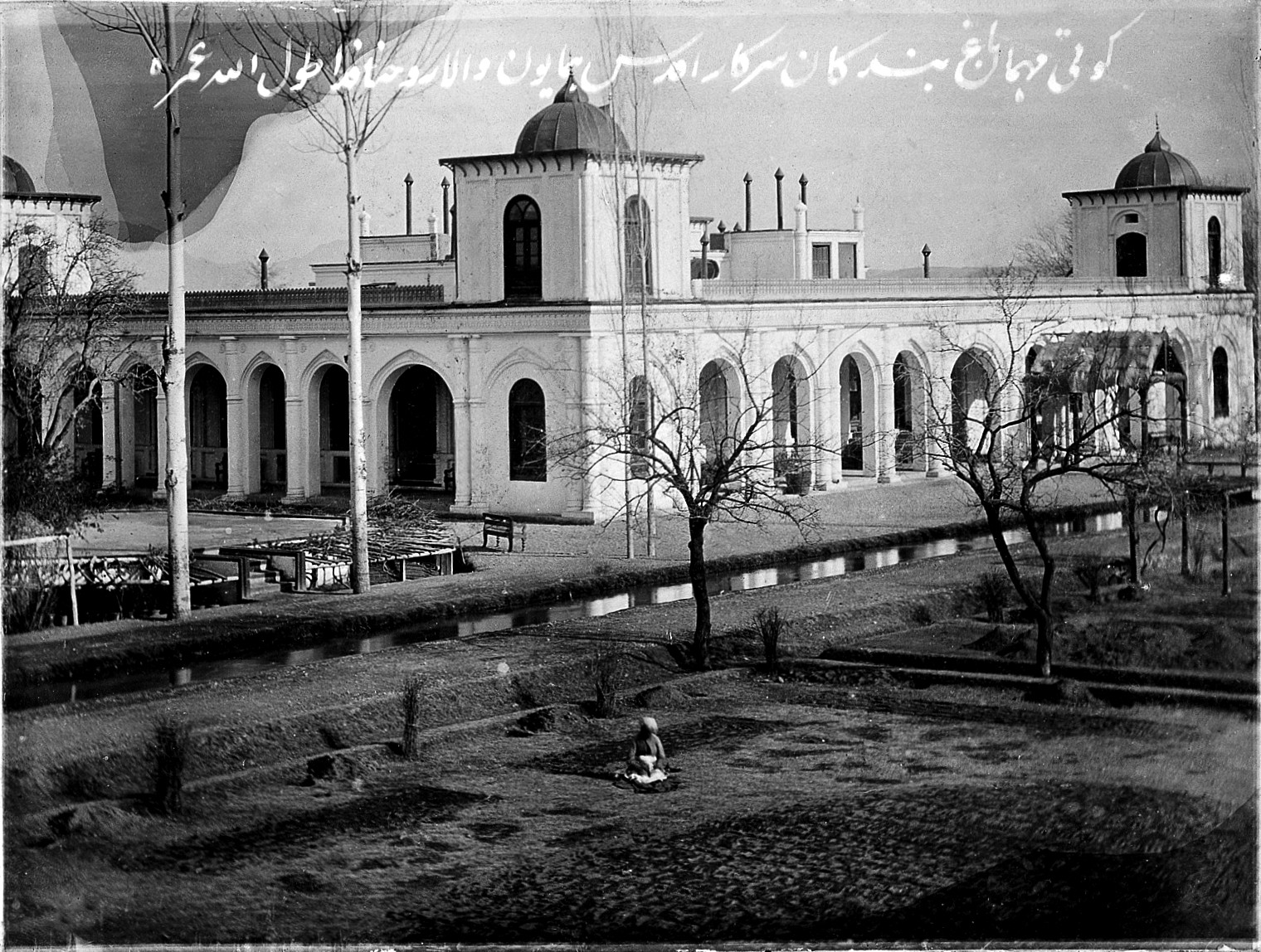
یکی از مهمان‌خانه‌ها و باغ‌های عبدالرحمان در کابل

با این حال، محمد ایوب‌خان، یکی از پسران شیرعلی‌خان، از هرات به‌سوی قندهار لشکر کشید، نیروهای عبدالرحمان را شکست داد و شهر را در ژوئیه ۱۸۸۰ اشغال کرد. این شکست سنگین، عبدالرحمان را که تا آن زمان فعالیت زیادی نشان نداده بود، به واکنش واداشت. ایوب‌خان اما در ۱ سپتامبر ۱۸۸۰ در قندهار از سوی ژنرال بریتانیایی فردریک رابرتس شکست خورد و به ایران گریخت. از آن پس، عبدالرحمان با پشتیبانی پیوستهٔ بریتانیا ــ به‌ویژه با دریافت کمک‌های مالی و تسلیحاتی گسترده ــ جایگاه خود را در کابل تثبیت کرد. در سال‌های بعد، او اقتدار خود را در سراسر افغانستان تحکیم بخشید و شورش‌های متعدد را با کاربرد خشونت بی‌امان و سیاست‌های استبدادی سرکوب کرد. قبیلهٔ غلزایی چندین بار علیه سخت‌گیری‌های او شوریدند.
در سال ۱۸۸۵، هنگامی که امیر در هند در حال گفت‌وگو با لرد دوفرین، نایب‌السلطنه بریتانیا بود، خبر درگیری میان نیروهای روس و افغان در پنجده رسید. این درگیری به‌دلیل اختلاف مرزی در شمال‌غرب افغانستان رخ داده بود. واکنش عبدالرحمان در این بزنگاه، نمونه‌ای از زیرکی سیاسی او بود. برای کسی چون او که از جوانی اهل جنگ بود، شکست یک گروه نظامی و تصرف ارضی ناچیز، حادثه‌ای ناگوار اما ناکافی برای آغاز جنگی تمام‌عیار بود؛ هرچند بریتانیا تضمین حفظ تمامیت ارضی افغانستان را داده بود. او ترجیح داد که به‌جای تکیه بر جنگ، تعادل را حفظ کند تا نه روس‌ها از شمال وارد شوند و نه بریتانیا مجبور شود از جنوب‌شرق لشکر وارد افغانستان کند.
عبدالرحمان در همین سال (۱۸۸۵) زندگی‌نامه‌اش را منتشر کرد که بیش‌تر به‌عنوان رساله‌ای در «نصایح سیاسی و دینی برای شاهزادگان» نوشته شده بود تا یک زندگی‌نامهٔ واقعی.
عبدالرحمان منافع خود را در آن می‌دید که همسایگان قدرتمند ــ خواه دوست و خواه دشمن ــ از دخالت در امور داخلی کشورش دور نگه‌داشته شوند. او به‌خوبی دریافته بود که تنها راه مقبول در نظر مردم افغانستان همین سیاست انزواست. اگرچه در برهه‌ای، جنگ با روسیه قریب‌الوقوع می‌نمود و دولت بریتانیا برای این احتمال آماده شده بود، اما لحن محتاطانه و دوراندیش عبدالرحمان در مذاکرات موجب شد که کفهٔ ترازوی صلح بر جنگ بچربد. این سیاست نقشی اساسی در جلوگیری از درگیری ایفا کرد. کسانی که در هند با او دیدار کردند، او را مردی کاردان، با اعتمادبه‌نفس بالا و سرسخت یافتند؛ گرچه آثار خشونت سخت‌گیرانه‌ای که در حکومتش مشهود بود نیز در شخصیت او دیده می‌شد. وی از دریافت بالاترین نشان افتخار نشان ستاره هند آشکارا خرسند بود.

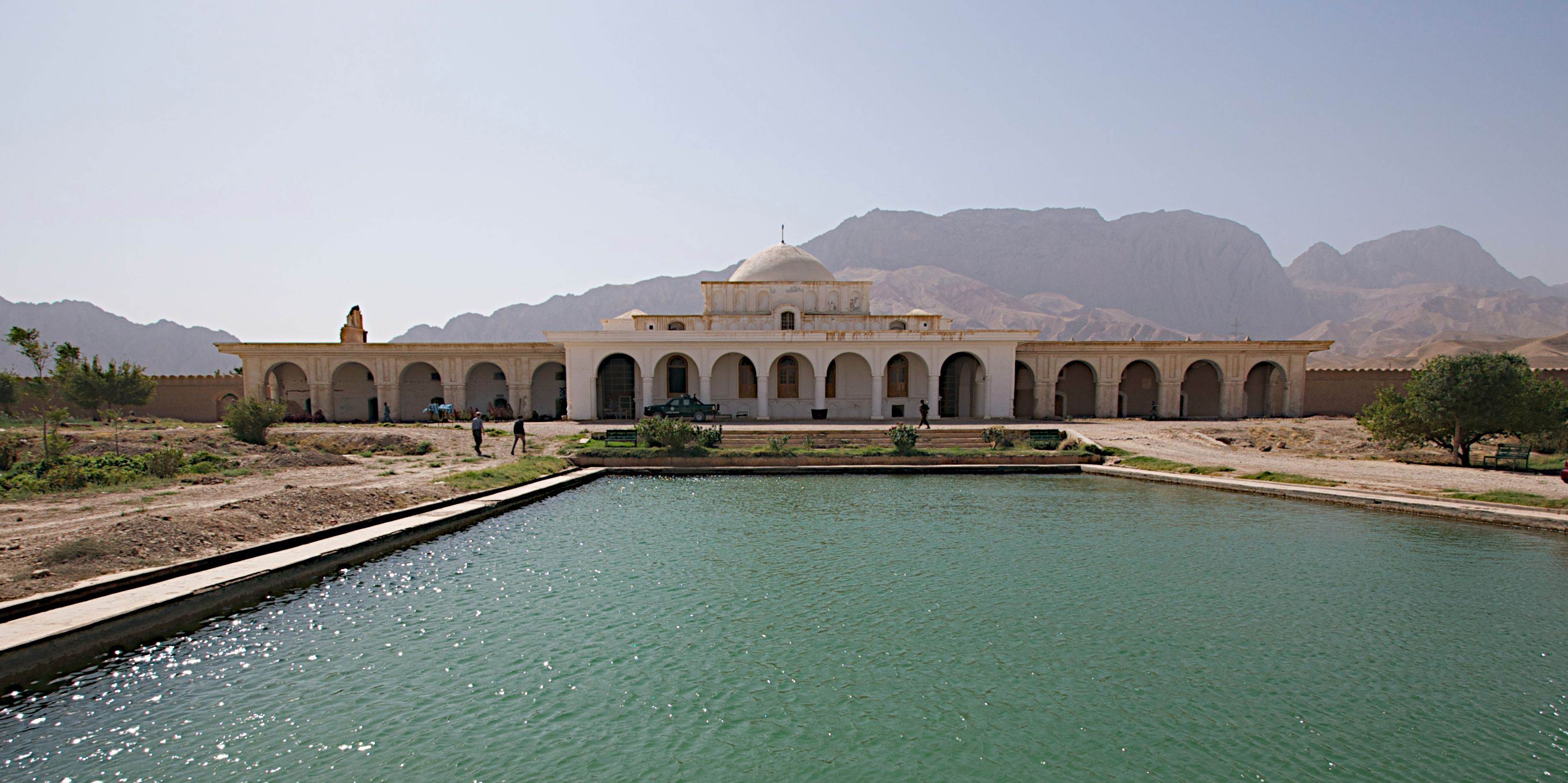
کاخ جهان‌نما در تاشقرغان، ساخته‌شده برای امیر

زندگی پرماجرا، شخصیت قدرتمند، موقعیت ژئوپولیتیکی افغانستان به‌عنوان سدی میان امپراتوری‌های روس و هند بریتانیا، و مهارتی که عبدالرحمان در حفظ تعادل میان این دو قدرت به‌خرج داد، او را به چهره‌ای برجسته در سیاست آسیای آن زمان بدل ساخت و دوران حکومتش را به نقطه‌عطفی در تاریخ افغانستان تبدیل کرد. امیر سالانه مبلغی معادل ۱٬۸۵۰٬۰۰۰ روپیه از دولت بریتانیا دریافت می‌کرد و اجازه داشت تجهیزات جنگی وارد کند. او توانست در میان یکی از ستیزه‌جوترین و نافرمان‌ترین مردمان آسیا، حکومتی منسجم برقرار کند. عبدالرحمان از اختراعات اروپا برای تقویت قوای نظامی‌اش بهره برد، اما با هر نوآوری‌ای که ممکن بود پای بیگانگان را به کشور باز کند ــ نظیر راه‌آهن و تلگراف ــ به‌شدت مخالفت می‌کرد.
او چندین کاخ تابستانی و مهمان‌خانه ساخت، از جمله کاخ باغ بالا و کاخ چهل‌ستون در کابل، و کاخ جهان‌نما در تاشقرغان (خلُم).
امیر به‌دلیل بیماری نتوانست دعوت ملکه ویکتوریا برای سفر به بریتانیا را بپذیرد، اما پسر دومش، نصرالله‌خان ــ ولیعهد ــ به‌جای او به بریتانیا رفت.

## خط دیورند
در سال ۱۸۹۳، مورتیمر دیورند به نمایندگی از دولت بریتانیا به کابل اعزام شد تا دربارهٔ تبادل اراضی در راستای تعیین مرزهای شمال‌شرقی افغانستان با سرزمین‌های تحت کنترل روسیه و نیز حل‌وفصل مسائل مرزی با امیر عبدالرحمان مذاکره کند. امیر در این مذاکرات، همانند گذشته، توانایی دیپلماتیک بالایی از خود نشان داد؛ استواری در مواضع، اصرار بر منافع کشور و بینشی دقیق نسبت به موقعیت واقعی افغانستان.
در توافق‌نامه‌ای که در پی این مذاکرات امضا شد، روابط میان دولت‌های افغانستان و هند بریتانیا ــ مطابق تفاهم‌های پیشین ــ تأیید گردید و بر سر مرز شرقی افغانستان با هند نیز تفاهمی حاصل شد. کمیسیونی مشترک مأمور تعیین مرز میان افغانستان و هند بریتانیا شد و مأموریت یافت که شرایط مربوط به توافق بر سر خط دیورند را در اردوگاهی مشترک در پاراچنار ــ واقع در نزدیکی خوست، در منطقهٔ امروزی پاکستان ــ بررسی و نهایی کند. از سوی بریتانیا، مورتیمر دیورند و صاحبزاده عبدالقیوم، مأمور سیاسی در خیبر، حضور داشتند. افغانستان نیز توسط صاحبزاده عبداللطیف و سردار شیرندیل‌خان، به‌نمایندگی از امیر، در این گفت‌وگوها شرکت کرد.
بر پایهٔ پیمان سال ۱۸۹۳، عبدالرحمان‌خان مرز میان افغانستان و قلمروهای هند بریتانیا را مشخص کرد؛ این مرز بعدها با نام خط دیورند شناخته شد. در سال ۱۹۰۵، امان‌الله‌خان نیز در معاهده‌ای جدید با بریتانیا، این مرز را به‌رسمیت شناخت. به‌همین‌ترتیب، امان‌الله‌خان پس از استقلال افغانستان در پیمان راولپندی در سال ۱۹۱۹، باز هم به تأیید رسمی این مرز اقدام کرد.
سردار محمد داوود خان، نخست‌وزیر و سپس رئیس‌جمهور افغانستان، نیز بار دیگر در سفرش به پاکستان در اوت ۱۹۷۶، این مرز را به‌عنوان مرز بین‌المللی به‌رسمیت شناخت.